# Conseil législatif de Tasmanie
Pour les autres articles nationaux ou selon les autres juridictions, voir Conseil législatif.
51e législature de Tasmanie
Parliament House (en)
Le Conseil législatif de Tasmanie (en anglais : Tasmanian Legislative Council) est la chambre haute du Parlement de Tasmanie, un État de l'Australie. L'autre chambre est l'Assemblée de Tasmanie. Toutes deux siègent à Parliament House (en) à Hobart, la capitale de l'État.

## Système électoral
Le Conseil législatif est doté de 15 sièges pourvus pour six ans au vote à second tour instantané dans autant de circonscriptions électorales. Le renouvellement n'est cependant jamais intégral, mais échelonné sur la durée d'un mandat. Des élections sont organisées chaque année le premier samedi du mois de mai, pour lesquelles le nombre de circonscription en jeu alterne entre deux et trois, de telle sorte qu'à l'issue d'une période de six ans, l'ensemble des quinze circonscriptions ont vu leur conseiller renouvelé. 
Le vote à second tour instantané est utilisé sous sa forme intégrale : les électeurs classent l'intégralité des candidats par ordre de préférences en écrivant un chiffre à côté de chacun de leurs noms sur le bulletin de vote, 1 étant la première préférence. Au moment du dépouillement, les premières préférences sont d'abord comptées puis, si aucun candidat n'a réuni plus de la moitié des suffrages dans la circonscription, le candidat arrivé dernier est éliminé et ses secondes préférences attribuées aux candidats restants. L'opération est renouvelée jusqu'à ce qu'un candidat atteigne la majorité absolue.

## Vue d'ensemble
Au cours de son histoire, le Conseil législatif a connu quatre formes différentes. À sa création, ce n'était guère qu'un organe consultatif à usage du lieutenant-gouverneur de la colonie. Les deux formes suivantes virent l'arrivée croissante de membres élus à côté des membres traditionnellement nommés par la Couronne, reflétant la vision de plus en plus claire que la population avait le droit de choisir un gouvernement qui la représentait. Actuellement, le Conseil législatif est un organe purement législatif, qui s'attache à examiner et à analyser les actions et les décisions de l'exécutif. Dans son rapport annuel, le Conseil rappelle que son rôle est multiple :
- juger la législation selon des points de vue différents de ceux de l'exécutif
- autoriser les dépenses de l'État
- exercer un contrôle parlementaire du gouvernement en place[2]

| Évolution du Conseil législatif |                  |                    |                                                                      |
| Type de Conseil                 | Période          | Taille             | Composition                                                          |
| Conseil de la Couronne          | 1825 - 1828      | 7                  | Membres nommés par la Couronne                                       |
| Conseil désigné                 | 1828 - 1851      | 14                 | 8 membres officiellement nommés 6 membres désignés par la population |
| Conseil mixte                   | 1851 - 1855      | 24                 | 8 membres officiels 16 membres élus                                  |
| Conseil moderne                 | 1856 – nos jours | a varié de 19 à 15 | tous les membres sont élus                                           |

Aujourd'hui, le Conseil compte quinze membres, élus par la méthode du vote préférentiel, et représentant quinze circonscriptions uninominales. Ces circonscriptions sont découpées de façon que chaque siège englobe approximativement le même nombre d'habitants. Les limites de celles-ci sont régulièrement tenues à jour pour suivre l'évolution et le déplacement des populations, le dernier découpage datant du 14 juin 2008. Les membres du Conseil législatif sont désignés par les initiales MLC (Member of the Legislative Council).
Les membres du Conseil se représentent aux élections de façon échelonnée tous les six ans. Ces élections sont organisées tous les ans, tantôt pour trois circonscriptions, tantôt pour deux. Au bout de six ans, les quinze circonscriptions ont désigné leurs nouveaux membres. Le prochain cycle d'élection au Conseil législatif de 2010 à 2015 fut ainsi le suivant :
| Élections au Conseil législatif |                  |                  |                  |
| Date                            | Circonscriptions | Circonscriptions | Circonscriptions |
| 2010                            | Apsley           | Elwick           |                  |
| 2011                            | Launceston       | Murchison        | Rumney           |
| 2012                            | Hobart           | Western Tiers    |                  |
| 2013                            | Montgomery       | Nelson           | Pembroke         |
| 2014                            | Huon             | Rosevears        |                  |
| 2015                            | Derwent          | Mersey           | Windermere       |

De cette façon, le Conseil ne fait pas face aux électeurs dans son ensemble, pas même à demi, comme dans d'autres États australiens. Cela lui donne une permanence qui lui permet d'agir comme un corps indépendant.
Le Conseil dispose du pouvoir de retirer son soutien au gouvernement en exercice et de le contraindre à de nouvelles élections à la chambre basse, mais n'est lui-même pas soumis à la possibilité d'une dissolution anticipée, la constitution tasmanienne ne prévoyant pas ce cas de figure. Le Conseil dispose par ailleurs d'un droit de véto sur toute réforme constitutionnelle, ces dernières devant obtenir le vote des deux chambrese. La Constitution ne reconnaissant pas le référendum, seul le Conseil peut permettre sa propre réforme.
Le Conseil législatif tasmanien n'a jamais été contrôlé par un seul parti politique, les électeurs en Tasmanie ayant toujours soutenu majoritairement les candidats sans étiquette face aux candidats officiels des partis. Le parti travailliste avalise quelques candidats à certaines élections du Conseil législatif, et c'est le parti qui y obtient le plus de succès, le Conseil ayant connu dans toute son histoire 18 membres travaillistes. Le parti libéral maintient que le Conseil législatif n'est pas « une maison des partis », bien qu'il ait dans le passé avalisé des candidats, qui n'ont rencontré guère de succès. Les Libéraux n'ont jamais eu que deux de leurs membres au Conseil législatif. L'un des deux, Peter McKay, fut d'abord élu comme candidat sans étiquette en 1976, avant de devenir libéral en 1991. Le parti soutient plutôt des conservateurs indépendants, qui appartenaient auparavant pour la plupart au parti, au niveau fédéral ou national. Il y eut une exception à l'élection partielle de Pembroke en 2009, où les libéraux soutinrent Vanessa Goodwin, qui gagna le siège. Les Verts tasmaniens présentent des candidats aux élections, sans avoir pour l'instant obtenu de sièges au Conseil.
Les candidats aux élections du Conseil législatif sont tenus de limiter leurs dépenses de campagne à un maximum spécifié, défini à 10 000 A$ en 2005 et augmenté de 500 A$ chaque année. De plus, aucune autre personne, ni aucun parti ne peut engager d'argent pour promouvoir un candidat. Cette exigence est unique en Australie : aucune autre élection, tant nationale que fédérale, n'est assujettie à un plafond des dépenses.
Comme le gouvernement est formé principalement de membres de l'Assemblée tasmanienne, bien peu de ministres viennent du Conseil législatif. Actuellement, on peut citer Michael Aird, conseiller représentant Derwent, qui est ministre des Finances, et Lin Thorp, conseiller représentant Rumney, qui est ministre des Affaires sociales.

## Histoire
Le Conseil législatif tasmanien fut créé en 1825 en tant que corps législatif monocaméral. Il était alors composé de six membres nommés par le Gouverneur de Tasmanie. En 1828, la population de la colonie s'étant accrue, un acte impérial permit l'extension du Conseil à quinze membres, six officiels et huit « non officiels », le gouverneur en étant le président et le 15e membre. L'Australian Colonies Government Act, voté par le Parlement britannique en 1850, donna à la « Terre de Van Diemen » un gouvernement autonome, indépendant de la Nouvelle-Galles du Sud.
Jusqu'au 21 octobre 1851, tous les membres du Conseil étaient nommés. Lorsqu'à cette date, le Conseil fut étendu à 24 membres, seize d'entre eux étaient élus, tandis que les huit autres restaient nommés par le gouverneur, qui cessa d'en être membre. Le premier président élu de ce nouveau Conseil fut Sir Richard Dry. Le corps électoral de ces élections était extrêmement limité : seuls les hommes de plus de trente ans, possédant une certaine quantité de biens, pouvaient voter. Les anciens forçats, qui formaient une part non négligeable de la population, en étaient exclus. Dans les années 1840, le Colonial Office était d'avis de poursuivre la déportation pénale en Australie. Les colons tasmaniens y étaient opposés, et pensaient que leurs intérêts seraient mieux pris en compte par un gouvernement représentatif local. L'agitation monta dans la population. Les dispositions de 1851 constituèrent un compromis, trouvé par le gouverneur, entre les demandes des colons et le souhait du Colonial Office de pouvoir contrôler la colonie par l'intermédiaire du gouverneur.
Le 24 octobre 1856, les efforts des colons furent récompensés. Une loi permettait la constitution d'un parlement représentatif bicaméral par la création de l'Assemblée tasmanienne, détentrice du pouvoir exécutif du gouvernement, et par la suppression des membres nommés du Conseil législatif. Une disposition intéressante de cette loi était l'incapacité du gouverneur de dissoudre le Conseil législatif. La première session de ce tout nouveau Parlement s'ouvrit le 2 décembre de cette même année.
Comme pour les autres chambres hautes démocratiques de cette époque, les élections se faisaient selon la méthode du scrutin uninominal majoritaire à un tour, appliquée à des circonscriptions soit uninominales, soit plurinominales comme Hobart et Launceston. Les électeurs n'avaient qu'à biffer le nom de ceux qu'ils ne voulaient pas voir élus. Les conseillers étaient élus pour des mandats de six ans, échelonnés de telle façon que chaque année expiraient les mandats de deux ou trois membres, les élections ayant lieu la première semaine de mai. Dans le cas de la démission ou du décès d'un membre du Conseil, une élection partielle désignait une personne pour achever le mandat en cours.
La réforme électorale de 1907, qui fit adopter le scrutin à vote unique transférable à l'Assemblée tasmanienne, introduisit le vote préférentiel au Conseil. Le redécoupage électoral de 1946 divisa les deux circonscriptions plurinominales en circonscriptions uninominales.
À partir de la fin du XIXe siècle, le droit de vote s'étendit grâce à la volonté du Conseil lui-même. L'exclusion sur base de la propriété s'allégea, puis fut abolie. Les anciens forçats, les anciens domestiques, puis les femmes, furent admis au vote ; l'âge de la majorité fut abaissé, et finalement le suffrage universel fut institué en 1968. Les deux chambres étant alors élues par les mêmes électeurs, selon des processus démocratiques similaires, aucune d'elles ne pouvaient plus se prévaloir de mieux représenter la « vraie » voix de la nation. La première femme à siéger à la chambre haute fut Margaret McIntyre en 1948. La première femme à présider le Conseil fut Phyllis Benjamin en 1956.
Dans les années 1990, plusieurs gouvernements tasmaniens tentèrent de réduire la taille du Parlement. Plusieurs rapports proposèrent la réduction du nombre de conseillers de 19 à 15. D'autres, dont le Rapport Morling en 1994, suggérèrent même l'abolition du Conseil et le transfert de certaines circonscriptions à l'Assemblée tasmanienne. Mais le Conseil ne fut d'accord sur aucune de ces propositions. Finalement, pendant le gouvernement de Tony Rundle, le Conseil législatif accepta l'adoption de la réforme parlementaire de 1998, qui réduisait le nombre de ses membres de 19 à 15, et qui confiait le redécoupage des circonscriptions à un « Distribution Tribunal » indépendant. Cela mettait fin au préjugé en faveur des zones rurales, qui leur octroyait un plus grand nombre de sièges. Mais les sièges ne furent pas dénommés en fonction de leur situation géographique, mais souvent d'après les divisions cadastrales du comté, avec des noms inconnus de la plupart des résidents. Cela causa une grande confusion parmi les électeurs qui ne savaient plus pour quel siège ils devaient voter.
| Effets de la réforme électorale de 1998 | Effets de la réforme électorale de 1998 | Effets de la réforme électorale de 1998 | Effets de la réforme électorale de 1998 | Effets de la réforme électorale de 1998 |
| Caractéristiques                        | Assemblée tasmanienne                   | Assemblée tasmanienne                   | Conseil législatif                      | Conseil législatif                      |
| Caractéristiques                        | Avant réforme                           | Après réforme                           | Avant réforme                           | Après réforme                           |
| Taille de la Chambre                    | 35                                      | 25                                      | 19                                      | 15                                      |
| Mandats                                 | 4 années max                            | 4 années max                            | 6 années fixes                          | 6 années fixes                          |
| Nombre de circonscriptions              | 5                                       | 5                                       | 19                                      | 15                                      |
| Sièges par circonscription              | 7                                       | 5                                       | 1                                       | 1                                       |
| Population moyenne par député*          | 13 840                                  | 18 872                                  | 24 832                                  | 31 453                                  |
| Votes valides                           | au moins 7                              | au moins 5                              | tous                                    | tous                                    |
| Quota pour être élu                     | 12,5 %                                  | 16,7 %                                  | 50 % + 1                                | 50 % + 1                                |
| Quorum                                  | 14                                      | 10                                      | 9                                       | 7                                       |
| --------------------------------------- | --------------------------------------- | --------------------------------------- | --------------------------------------- | --------------------------------------- |

* Chiffres basés sur la population de 1997

## Distribution actuelle des sièges
| Parti              | Sièges | Conseil législatif actuel | Conseil législatif actuel | Conseil législatif actuel | Conseil législatif actuel | Conseil législatif actuel | Conseil législatif actuel | Conseil législatif actuel | Conseil législatif actuel | Conseil législatif actuel | Conseil législatif actuel | Conseil législatif actuel | Conseil législatif actuel | Conseil législatif actuel | Conseil législatif actuel | Conseil législatif actuel |
| ------------------ | ------ | ------------------------- | ------------------------- | ------------------------- | ------------------------- | ------------------------- | ------------------------- | ------------------------- | ------------------------- | ------------------------- | ------------------------- | ------------------------- | ------------------------- | ------------------------- | ------------------------- | ------------------------- |
| Parti travailliste | 3      |                           |                           |                           |                           |                           |                           |                           |                           |                           |                           |                           |                           |                           |                           |                           |
| Parti libéral      | 4      |                           |                           |                           |                           |                           |                           |                           |                           |                           |                           |                           |                           |                           |                           |                           |
| Indépendants       | 7      |                           |                           |                           |                           |                           |                           |                           |                           |                           |                           |                           |                           |                           |                           |                           |
| Verts              | 1      |                           |                           |                           |                           |                           |                           |                           |                           |                           |                           |                           |                           |                           |                           |                           |